# Makrostruktura (leksykografia)
Makrostruktura – budowa słownika jedno-, dwu-, wielojęzycznego, w węższym ujęciu: lematyzacja.
Słownik składa się zwykle z trzech zasadniczych części, są to: część główna (środkowa) – lista haseł i ich opis (por. lematyzacja, mikrostruktura), część wstępna (niem. Vorspann) – zawiera często uwagi wstępne, wskazówki dla użytkowników słownika, wykaz skrótów, tabele gramatyczne, przykłady transkrypcji fonetycznej. Niektóre z tych elementów mogą znajdować się w części końcowej (niem. Nachspann). Słowniki (głównie dwujęzyczne) mogą zawierać też inne dodatkowe materiały językowe, np.: przydatne zwroty, wykaz fałszywych przyjaciół tłumacza, słownictwo gwary młodzieżowej, język mediów.
Elementami makrostruktury są też okienka encyklopedyczne. Makrostruktura utożsamiana jest często z lematyzacją. 
Wyróżniane są trzy typy makrostruktury (lematyzacji): 1) układ ściśle alfabetyczny (hasła uporządkowane według początkowych liter wyrazów hasłowych), 2) układ niszowo-alfabetyczny: główne hasła ułożone w porządku alfabetycznym tworzą razem z ułożonymi alfabetycznie podhasłami (wyrazami złożonymi, derywatami) jeden artykuł hasłowy, np.: (niem.) Lauf (hasło główne), Laufarbeit, Laufbahn, laufen (podhasła)…, 3) układ gniazdowo-alfabetyczny: główne hasła uporządkowane są alfabetycznie, jednak układ podhaseł może zaburzać kolejność alfabetyczną, np.: Lauf (hasło główne), laufen, Lauferei, ablaufen, verlaufen (podhasła, które tworzą gniazdo słowotwórcze). 